# آتاباگه پالگاما
آتاباگه پالگاما (به لاتین: Atabage Pallegama) یک منطقهٔ مسکونی در سری‌لانکا است که در استان مرکزی (سری‌لانکا) واقع شده‌است.